# キンドリルジャパン
キンドリルジャパン株式会社（英語: Kyndryl Japan KK）は、東京都港区に設立された「キンドリル」の日本法人。

## 概要
IBMがマネージド・インフラストラクチャー・サービス部門をキンドリルとして分社化したことに伴い、日本アイ・ビー・エム株式会社のマネージド・インフラストラクチャー・サービス部門（GTS IS事業）を承継し、2021年9月1日から事業開始。

## 沿革
- 2020年10月9日 - IBMがマネージド・インフラストラクチャー・サービス部門を2021年末までに分社化する予定を発表[1]
- 2021年
  - 5月19日 - 分社化による日本法人の会社名をキンドリルジャパンと決定したことを発表[2]
  - 7月2日 - キンドリルジャパンの社長に上坂貴志（うえさか・たかし）を任命したことを発表[3]
  - 8月31日 - 9月1日から事業開始するキンドリルジャパン合同会社の役員人事を日本IBMが発表[4]
  - 9⽉1日 - 日本アイ・ビー・エム株式会社より、マネージド・インフラストラクチャー・サービス部門（GTS IS事業）を承継し、事業開始
- 2022年
  - 2月1日 - 組織変更およびそれに伴い商号を変更し、キンドリルジャパン合同会社はキンドリルジャパン株式会社となる
  - 7月1日 - 組織変更およびそれに伴い商号を変更し、キンドリルジャパン・スタッフオペレーションズ合同会社はキンドリルジャパン・スタッフオペレーションズ株式会社に、キンドリルジャパン・テクノロジーサービス合同会社はキンドリルジャパン・テクノロジーサービス株式会社となる
  - 2023年7月 ジョナサン・イングラム副社長が社長就任. 代表取締役 社長執行役員　略歴：1965年英国生まれ　英オクスフォード大学卒

## 参照
1. ↑  『IBMがハイブリッドクラウドの成長戦略を加速し、市場をリードするマネージド・インフラストラクチャー・サービス部門を独立した会社に』（プレスリリース）IBM、2020年10月9日。
2. ↑  『分社化による日本法人の会社名が決定、「キンドリルジャパン」』（プレスリリース）IBM、2021年5月19日。
3. ↑  『Kyndryl、日本法人の社長に上坂貴志を任命』（プレスリリース）IBM、2021年7月2日。
4. ↑  『キンドリルジャパン役員人事のお知らせ』（プレスリリース）IBM、2021年8月1日。